# Liste der Naturschutzgebiete in der Steiermark
In der Steiermark sind folgende Gebiete als Naturschutzgebiet ausgewiesen:

## Gesetzliche Grundlagen
Der § 5 Abs. 1 Steiermärkisches Naturschutzgesetz 1976 klärte den Begriff, Abs. 2 führt dann drei ausdrückliche Naturformen an:
- lit. a) „alpine Landschaften, Berg, See und Flußlandschaften;“ (Geschützte Biotope im Sinne der IUCN)
- lit. b) „Urwaldreste, Moore, anmoorige Flächen oder Sümpfe;“ (Waldschutze und Feuchtgebietschutz)
- lit. c) „Standorte und abgegrenzte Lebensräume von schutzwürdigen oder gefährdeten Pflanzen oder Tierarten (Pflanzen oder Tierschutzgebiete)“.

Dabei stehen lit.a-Gebiete unter Landesschutz, lit.b- und lit.c-Gebiete sind entweder in Kompetenz des Landes (bei Europaschutzgebieten), oder der Bezirksverwaltungsbehörde. Die Kategorie wird bei den Schutzgebietsnummern immer mitangegeben.
Dabei gibt es insgesamt 133 Steiermärkische Naturschutzgebiete (19 lit.a., 12 lit.b., 102 lit.c.; Stand 6. Juni 2021)

## Liste
| Foto |                 | Name                                                                                                   | ID            | Bezirk                     | Standort | Beschreibung | Fläche    | Datum      |
| ---- | --------------- | --- | ------------- | -------------------------- | --- | --- | --------- | ---------- |
| 1    | Datei hochladen | Gesäuse und anschließendes Ennstal bis zur Landesgrenze                                                | NSG 01 a WDPA | Liezen, Leoben             | Admont, Altenmarkt, Sankt Gallen, Landl KG: Hieflau, Johnsbach, Krumau, Landl, Weng Standort | [ 3 ] | 137 km²   | 08.07.1958 |
| 1    | Datei hochladen | Wildalpener Salzatal                                                                                   | NSG 02 a WDPA | Liezen, Bruck-Mürzzuschlag | Landl, Altenmarkt, Wildalpen, Mariazell, Thörl, Turnau KG: Aschbach, Essling, Gams, Palfau, Seewiesen, St. Ilgen, St. Sebastian, Weichselboden, Wildalpen Standort | [ 4 ] | 515 km²   | 08.07.1958 |
| 1    | Datei hochladen | Altausseer See                                                                                         | NSG 03 a WDPA | Liezen                     | Altaussee KG: Altaussee Standort | [ 5 ] | 10 km²    | 1959       |
| 1    | Datei hochladen | Ödensee                                                                                                | NSG 05 a WDPA | Liezen                     | Bad Aussee, Bad Mitterndorf KG: Pichl, Straßen Standort | [ 6 ] | 300 ha    | 1959       |
| 1    | Datei hochladen | Pfaffenkogel – Gsollerkogel                                                                            | NSG 06 a WDPA | Graz-Umgebung              | Deutschfeistritz, Gratwein-Straßengel KG: Hörgas, Kleinstübing, Stübinggraben Standort | | 727 ha    | 03.02.1964 |
| 1    | Datei hochladen | Raabklamm                                                                                              | NSG 07 a WDPA | Weiz                       | Mortantsch, Gutenberg-Stenzengreith, Passail, Naas KG: Arzberg, Dürnthal, Garrach, Haselbach, Mortantsch Standort | | 400 ha    | 1970       |
| 1    | Datei hochladen | Naßkör                                                                                                 | NSG 08 a WDPA | Bruck-Mürzzuschlag         | Neuberg an der Mürz KG: Krampen GrStNr: 541/1; 544; 545 Standort | Das Naßkör ist eine auf 1250 m gelegene abflusslose Karsthohlform in Form eines Kessels von ungefähr fünf Quadratkilometern Fläche und der größte Moorkomplex der östlichen Kalkalpen. Der, das Naßkör durchfließende Naßkörbach, verschwindet im sogenannten Oberen Durchfall und tritt im Mürztal wieder aus (Tirol bei Krampen und Totes Weib) | 10 km²    | 04.10.1971 |
| 1    | Datei hochladen | Eisenerzer Reichenstein, Krumpensee                                                                    | NSG 09 a WDPA | Leoben                     | Eisenerz, Trofaiach, Vordernberg KG: Gößgraben-Freienstein, Krumpen, Trofeng, Vordernberg Standort | | 10 km²    | 12.02.1973 |
| 1    | Datei hochladen | Seekar-Bärental                                                                                        | NSG 10 a WDPA | Deutschlandsberg           | Bad Schwanberg KG: Garanas, Gressenberg Standort | | 11 km²    | 04.05.1981 |
| 1    | Datei hochladen | Klafferkessel im Gebiet der Schladminger Tauern                                                        | NSG 11 a WDPA | Liezen                     | Schladming KG: Untertal GrStNr: 944/1; 944/4; 945; 946; 947; 948/4; 948/5; 949; 950/1; 950/3 Standort | → Hauptartikel : Klafferkessel f1 | 12 km²    | 01.02.1980 |
| 1    | Datei hochladen | Bodensee Sattenbachtal in den Schladminger Tauern                                                      | NSG 12 a WDPA | Liezen                     | Aich, Michaelerberg-Pruggern KG: Gössenberg, Pruggern Standort | | 14 km²    | 29.03.1982 |
| 1    | Datei hochladen | Riesachtal in den Schladminger Tauern                                                                  | NSG 14 a WDPA | Liezen                     | Haus, Schladming KG: Ennsling, Untertal Standort | | 13 km²    | 14.12.1987 |
| 1    | Datei hochladen | Krakau – Schöder                                                                                       | NSG 15 a      | Murau                      | Krakau, Schöder KG: Krakaudorf, Krakauhintermühlen, Schöderberg Standort | | 62 km²    | 07.07.1987 |
| 1    | Datei hochladen | Totes Gebirge West                                                                                     | NSG 16 a WDPA | Liezen                     | Altaussee, Grundlsee KG: Altaussee, Grundlsee Standort | | 155 km²   | 27.05.1991 |
| 1    | Datei hochladen | Totes Gebirge Ost                                                                                      | NSG 17 a WDPA | Liezen                     | Bad Mitterndorf, Stainach-Pürgg, Wörschach, Liezen KG: Liezen, Tauplitz, Weißenbach bei Liezen, Wörschach, Ziem Standort | | 78 km²    | 27.05.1991 |
| 1    | Datei hochladen | Steirisches Dachsteinplateau                                                                           | NSG 18 a      | Liezen                     | Bad Aussee, Bad Mitterndorf, Gröbming KG: Gröbming, Mitterndorf, Pichl, Straßen Standort | | 74 km²    | 27.05.1991 |
| 1    | Datei hochladen | Grüner See                                                                                             | NSG 19 a      | Bruck-Mürzzuschlag         | Tragöß-Sankt Katharein KG: Oberort GrStNr: 354; 355; 360/2; 360/27; 360/28 Standort | → Hauptartikel : Grüner See (Tragöß) f1 | 6,8 ha    | 30.10.2006 |
| 1    | Datei hochladen | Putterersee mit seiner Umgebung                                                                        | NSG 20 a WDPA | Liezen                     | Aigen im Ennstal KG: Aigen, Lantschern Standort | | 71,92 ha  | 30.10.2006 |
| 1    | Datei hochladen | Niedere Tauern, Ostausläufer                                                                           | NSG 21 a      | Leoben, Murtal             | Sankt Stefan ob Leoben, Sankt Marein-Feistritz, Kraubath an der Mur, Kammern im Liesingtal, Mautern in Steiermark KG: Leims, Rannach, Greuth, Wasserleith, Kaisersberg, Kraubathgraben Standort | | 619,72 ha | 14.02.2015 |
| 1    | Datei hochladen | Latschenmoos in der Paal                                                                               | NSG 01 b      | Murau                      | Stadl-Predlitz KG: Stadl GrStNr: 2021/1 Standort | Das Paaler Latschenmoos ist ein sauer-oligotrophes Regenmoor in gutem Zustand (2017). Vorkommen von Betula nana (Zwergbirke). Moorschutzkatalognr. 57057401 | 5,9 ha    | 16.02.1981 |
| 1    | Datei hochladen | Sommersguter Moor                                                                                      | NSG 02 b WDPA | Hartberg-Fürstenfeld       | Wenigzell KG: Sommersgut GrStNr: 72/5; 185/1; 185/4 Standort | Das Sommersguter Moor (Moorschutzkatalognr. 67040201) ist ein sauer-oligotropes Regenmoor mit starkem Spirkenbewuchs (Pinus x rotunda). | 2,75 ha   | 01.04.1983 |
| 1    | Datei hochladen | Ramsauer Torf                                                                                          | NSG 03 b      | Liezen                     | Ramsau am Dachstein KG: Leiten GrStNr: 630/1; 630/4; 633; 634/1 Standort | Das Ramsauer Torf auch Filzmoos am Kulm genannt ist ein sauer-oligotrophes Regenmoor. Moorschutzkatalognr. 47040101 | 1,64 ha   | 1985       |
| 1    | Datei hochladen | Hörfeld                                                                                                | NSG 04 b      | Murau                      | Mühlen KG: Mühlen Standort | Das Hörfeld ist ein kalkreich-mesotrophes Durchströmungsmoor. Natura 2000-Gebiet. (Moorschutznummer 57070801)Anmerkung: Das Hörfeld(moor) erstreckt sich über die Landesgrenze nach Kärnten. In Kärnten ist es unter NSG.028 geschützt. | 20,99 ha  | 1987       |
| 1    | Datei hochladen | Feuchtbiotop zwischen Pichl-Großdorf und Tragöß-Oberort                                                | NSG 05 b WDPA | Bruck-Mürzzuschlag         | Tragöß-Sankt Katharein KG: Schattenberg; Sonnberg Standort | | 17,97 ha  | 1987       |
| 1    | Datei hochladen | Oppenberger Moos                                                                                       | NSG 06 b      | Liezen                     | Rottenmann KG: Oppenberg GrStNr: 542; 543; 545; 550 Standort | Das Oppenberger Moos (Moorschutznummer 57020101 bis 04) besteht aus vier Mooren, zwei sauer-oligotrophen Regenmooren, einem subneutral-mesotrophen Durchströmungsmoor und einem sauer-mesotrophen Überrieselungsmoor. Die Regenmoore sind Latschenhochmoore. | 8,01 ha   | 2011       |
| 1    | Datei hochladen | Zellerbrunn – Hohes Marcheck                                                                           | NSG 07 b      | Bruck-Mürzzuschlag         | Mariazell KG: Weichselboden GrStNr: 374/6 Standort | | 49,6 ha   | 1989       |
| 1    | Datei hochladen | Schwarzriegelmoos                                                                                      | NSG 08 b      | Bruck-Mürzzuschlag, Weiz   | Mürzzuschlag, Rettenegg KG: Schöneben-Ganz; Rettenegg GrStNr: 236/1; 442 Standort | Das Moor teilt sich in das Schwarzriegelmoos 1 (Moorschutznummer 68160101) am Südhang und das Schwarzriegelmoos 2 (Moorschutznummer 68160102) am Nordwesthang. Beide sind sauer-oligotrophe Regenmoore. | 5,82 ha   | 1992       |
| 1    | Datei hochladen | Lichtenwalder Moor                                                                                     | NSG 09 b      | Hartberg-Fürstenfeld       | Bad Waltersdorf KG: Hohenbrugg GrStNr: 1915/9, 1915/10; 1915/17 Standort | Das Lichtenwalder Moor ist ein sauer-oligotrophes Übergangsmoor. | 1,59 ha   | 2008       |
| 1    | Datei hochladen | Freiländer Filzmoos                                                                                    | NSG 10 b      | Deutschlandsberg           | Deutschlandsberg KG: Klosterwinkel GrStNr: 169/2 Standort | → Hauptartikel : Filzmoos (Hebalm) f1 | 12,74 ha  | 2009       |
| 1    | Datei hochladen | Moor auf der See-Eben                                                                                  | NSG 11 b      | Deutschlandsberg           | Deutschlandsberg KG: Osterwitz GrStNr: 33/1; 34 Standort | → Hauptartikel : See Eben f1 | 5,71 ha   | 2005       |
| 1    | Datei hochladen | Teile des Edlacher Moores                                                                              | NSG 12 b      | Liezen                     | Rottenmann KG: Edlach GrStNr: 237/2; 239/2; 240/2; 244/8; 244/9; 244/10; 244/11; 245/10; 245/14; 245/15; 245/16; 245/17; 245/18 Standort | Das Edlacher Moor (Moorschutznummer 58150401) ist ein subneutral-eutrophes Überflutungsmoor. Gefährdetes Vorkommen von Pedicularis sceptrum-carolinum. | 17,19 ha  | 2011       |
| 1    | Datei hochladen | West- u. Ostabhänge des Zirbitzkogels                                                                  | NSG 01 c      | Murau, Murtal              | Neumarkt in der Steiermark, Mühlen, Obdach KG: St. Georgen, Kuln, Noreia, Granitzen, Lavantegg Standort | | 23 km²    | 1966       |
| 1    | Datei hochladen | Nordwestlicher Teil der Gemeinde Ramsau am Dachstein                                                   | NSG 02 c      | Liezen                     | Ramsau am Dachstein KG: Ramsau Standort | Das Naturschutzgebiet ist Teil des Landschaftsschutzgebietes Dachstein–Salzkammergut. Es umfasst die südlichen Abhänge des Dachsteinmassivs. Das Gebiet stellt ein Bestandsschutzgebiet für Pflanzen dar, in dem alle Handlungen, die den Pflanzenzustand schädigen oder gefährden können verboten sind. Die land- und forstwirtschaftliche Nutzung im bisherigen Ausmaß sowie Pflegemaßnahmen sind davon ausgenommen. | 13 km²    | 1972       |
| 1    | Datei hochladen | Pleschkogel, Walzkogel, Mühlbachgraben                                                                 | NSG 03 c      | Graz-Umgebung              | Gratwein-Straßengel KG: Gschnaidt, Hörgas, Kehr und Plesch, Standort | | 657,41 ha | 1972       |
| 1    | Datei hochladen | Gebiet um den Sölker Pass                                                                              | NSG 04 c      | Murau, Liezen              | Sölk, Schöder KG: St. Nikolai, Schöderberg Standort | | 472,07 ha | 1973       |
| 1    | Datei hochladen | Attems Moor                                                                                            | NSG 05 c      | Leibnitz                   | Straß in Steiermark KG: Straß GrStNr: 262/2; 262/3; 262/4; 262/5; 262/6;262/7; 262/14; 262/15 Standort | → Hauptartikel : Attemsmoor f1 | 15,95 ha  | 1973       |
| 1    | Datei hochladen | Pichlermoos in der Gaal                                                                                | NSG 06 c      | Murtal                     | Gaal KG: Gaal GrStNr: 385 Standort | Das Pichler Moos (Moorschutznummer 57040301) ist ein durch Entwässerung gefährdetes sauer-oligotrophes Regenmoor mit Latschen und niedrigem Fichtenbewuchs. | 3,82 ha   | 1974       |
| 1    | Datei hochladen | Totarmbereich des Gleinzbaches                                                                         | NSG 07 c      | Deutschlandsberg           | Wettmannstätten KG: Wettmannstätten GrStNr: 297; 298 Standort | | 0,95 ha   | 1990       |
| 1    | Datei hochladen | Harter Teich                                                                                           | NSG 10 c      | Hartberg-Fürstenfeld       | Hartl KG: Hart GrStNr: 180; 181; 182 Standort | → Hauptartikel : Harter Teich f1 | 16,1 ha   | 1975       |
| 1    | Datei hochladen | Höhle mit Fledermausvorkommen KG Aflenz                                                                | NSG 11 c      | Leibnitz                   | Wagna KG: Aflenz GrStNr: 318 Standort | Kleines Schutzgebiet für eine Kolonie der Langflügelfledermaus im Römersteinbruch Aflenz. | 0,15 ha   | 1977       |
| 1    | Datei hochladen | Gebiet zwischen Murbrücke in Bachsdorf und dem Murkraftwerk Gralla                                     | NSG 12 c      | Leibnitz                   | Lebring-Sankt Margarethen, Gralla KG: Lebring, Obergralla GrStNr: 825/2; 833/39; 887/4; 887/5; 887/6; 1054/1; 1054/2; 1054/3; 1708; 1709/1 Standort | | 37,67 ha  | 1978       |
| 1    | Datei hochladen | Altarm der Raab im Gebiet der Gemeinde Edelsbach                                                       | NSG 13 c      | Südoststeiermark           | Edelsbach bei Feldbach KG: Rohr GrStNr: 268; 272/1; 537/3 Standort | | 2,48 ha   | 1981       |
| 1    | Datei hochladen | Altarme der Raab im Gebiet der KG Leitersdorf und Lödersdorf                                           | NSG 14 c      | Südoststeiermark           | Feldbach, Riegersburg KG: Leitersdorf, Lödersdorf GrStNr: 53/1; 56/1; 620/4; 1964/1; 1964/2 Standort | | 3,16 ha   | 1980       |
| 1    | Datei hochladen | Rödschitz- oder Laasenmoor                                                                             | NSG 15 c      | Liezen                     | Bad Mitterndorf KG: Mitterndorf GrStNr: 3520; 3521 Standort | Das Rödschitzmoos (Moorschutznummer 58131701) ist ein sauer-oligotrophes Regenmoor. Das Hochmoor ist durch Torfstich am Nordrand gefährdet. | 13,84 ha  | 1981       |
| 1    | Datei hochladen | Altarme der Raab im Gebiet der KG Raabau und Leitersdorf                                               | NSG 16 c      | Südoststeiermark           | Feldbach KG: Leitersdorf, Raabau GrStNr: 620/1; 1154 Standort | | 1,15 ha   | 1982       |
| 1    | Datei hochladen | Mündungsbereich der Salza in den Stausee Pass Stein                                                    | NSG 17 c      | Liezen                     | Bad Mitterndorf KG: Mitterndorf Standort | | 27,85 ha  | 1981       |
| 1    | Datei hochladen | Gamperlacke in der Stadtgemeinde Liezen                                                                | NSG 18 c WDPA | Liezen                     | Liezen KG: Liezen; Reithal Standort | | 24,6 ha   | 1981       |
| 1    | Datei hochladen | Deutschlandsberger Klause                                                                              | NSG 19 c      | Deutschlandsberg           | Deutschlandsberg KG: Burgegg, Trahütten, Warnblick GrStNr: 66; 235/1; 243/1; 243/2; 243/6; 243/7; 243/13; 307/1; 327/3; 327/4; 328; 405; 408; 581 Standort | | 29,2 ha   | 1976       |
| 1    | Datei hochladen | Grieshoflacke                                                                                          | NSG 20 c      | Liezen                     | Admont KG: Unterhall GrStNr: 693/1; 693/2; 694 Standort | | 2,66 ha   | 1982       |
| 1    | Datei hochladen | Auwaldrest in der KG Herbersdorf                                                                       | NSG 21 c      | Deutschlandsberg           | Stainz KG: Herbersdorf GrStNr: 104/2; 104/5 Standort | | 0,69 ha   | 1982       |
| 1    | Datei hochladen | Nordöstlicher Teil des Wörschacher Moores                                                              | NSG 22 c      | Liezen                     | Wörschach KG: Wörschach Standort | Das Wörschacher Moos (Moorschutzkatalognr. 58140701) wird als ein sauer-oligotrophes Regenmoor definiert. | 43,99 ha  | 1982       |
| 1    | Datei hochladen | Puxer Auwald                                                                                           | NSG 23 c      | Murau                      | Teufenbach-Katsch KG: Frojach GrStNr: 814/4; 814/5; 814/6 Standort | | 3,12 ha   | 1983       |
| 1    | Datei hochladen | Standort des Krainer Tollkrauts in Dürnstein                                                           | NSG 24 c      | Murau                      | Neumarkt in der Steiermark KG: Dürnstein GrStNr: 21/8 Standort | Das Pflanzenschutzgebiet, Standort des Krainer Tollkrauts (Scopolia carniolica), liegt in Wildbad Einöd bei Dürnstein in der Steiermark auf rund 740 m Seehöhe in der Neumarkter Passlandschaft. Die charakteristische Rundbuckellandschaft wird von der Olsa entwässert, der Wasserhaushalt der versumpfenden Böden und der umgebenden Rundbuckel ist durch Meliorationen bedroht. Die Olsabachwiesen sind eine inneralpine Tal- und Senkenzone, deren nährstoffarme Sauerhumusböden durch zunehmende Versumpfung anmoorig wurden. Das Naturschutzgebiet ist Teil der Olsa-Au, ein Altarm des regulierten Baches durchzieht das Gebiet, das Krainer Tollkraut steht im Unterwuchs des ursprünglichen Grauerlenbestandes. In Bachnähe dominieren inzwischen Silber-Weide und Schwarzweide. Nachhaltige Veränderungen im Artengefüge werden von Kahlschlagwirtschaft und intensiven Fichtenaufforstungen hervorgerufen. | 0,81 ha   | 1983       |
| 1    | Datei hochladen | Murinsel Triebendorf                                                                                   | NSG 25 c      | Murau                      | Murau KG: Triebendorf GrStNr: 442/1 Standort | → Hauptartikel : Schotterinsel (Mur) f1 | 0,41 ha   | 1983       |
| 1    | Datei hochladen | Halbtrockenrasen am Schartnerkogel, Massenvorkommen von Gelbem Lein                                    | NSG 26 c      | Graz-Umgebung              | Deutschfeistritz KG: Königgraben GrStNr: 303/1 Standort | Das kleinflächige Naturschutzgebiet ist um eine durch die Rodung des ursprünglichen Buchenwaldes geschaffene, extensiv genutzte Kulturfläche, die am Rand aufgeforstet wurde, entstanden. Das Vorkommen des Gelben Leins (kalk- und lichtliebendes submediterran-kontinentales Florenelement) ist auf diesen Halbtrockenrasen (Mesobromion) beschränkt. | 0,32 ha   | 1994       |
| 1    | Datei hochladen | Demmerkogelwiesen in St. Andrä/Höch                                                                    | NSG 27 c      | Leibnitz                   | Sankt Andrä-Höch KG: Höch GrStNr: 457; 458; 512/3; 512/6; 512/7; 547/2; 569; 570; 571; 572/1; 572/2; 589; 590/2; 591; 605; 606; 607; 616; 610; 628/3; 757/5 Standort | | 6,45 ha   | 1988       |
| 1    | Datei hochladen | Trockenwiese im Klein-Kleingraben                                                                      | NSG 28 c      | Leibnitz                   | Leutschach an der Weinstraße KG: Eichberg-Trautenburg GrStNr: 371/3; 380; 383; 384/1 Standort | | 1,94 ha   | 1989       |
| 1    | Datei hochladen | Trockenwiese in Aigen „Höll“                                                                           | NSG 29 c      | Südoststeiermark           | Sankt Anna am Aigen KG: Aigen GrStNr: .145; 686/1; 687/1; 687/2; 687/3; 687/5; 687/6; 687/7; 688; 690; 691; 978; 979; 985; 986; 987; 993, 994; 1056/4 Standort | | 7,66 ha   | 1983       |
| 1    | Datei hochladen | Gebiet des Kirchkogels bei Kirchdorf                                                                   | NSG 30 c      | Bruck-Mürzzuschlag         | Pernegg an der Mur KG: Traföß, Kirchdorf GrStNr: 1/43; 104/1; 769; 814; 815; 816/1; 816/2; 816/3; 816/4; 816/5 Standort | | 36,55 ha  | 1983       |
| 1    | Datei hochladen | Schachblumenwiesen im Großsteinbach                                                                    | NSG 32 c      | Hartberg-Fürstenfeld       | Großsteinbach KG: Großsteinbach GrStNr: 2103; 2104; 2115; 2116; 2118/1; 2119;2166 Standort | | 6,59 ha   | 1983       |
| 1    | Datei hochladen | Rattenberger Teich in Fohnsdorf                                                                        | NSG 33 c WDPA | Murtal                     | Fohnsdorf KG: Rattenberg, Sillweg GrStNr: 29; 1637; 1638; 1639; 1739 Standort | | 3,35 ha   | 1983       |
| 1    | Datei hochladen | Grauerlen-Moorbirkenbruchwald am Westrand des Packer Stausees                                          | NSG 34 c      | Voitsberg                  | Hirschegg-Pack KG: Pack GrStNr: 655/2; 655/3; 963/1 Standort | | 2,08 ha   | 1984       |
| 1    | Datei hochladen | Karlschütt in St. Ilgen                                                                                | NSG 36 c WDPA | Bruck-Mürzzuschlag         | Thörl KG: Sankt Ilgen GrStNr: 851/1; 852/1; 922/1 Standort | | 26,27 ha  | 1985       |
| 1    | Datei hochladen | Iris-sibirica-Wiesen in Wörschach                                                                      | NSG 37 c      | Liezen                     | Wörschach KG: Wörschach GrStNr: 1383; 1384; 1385; 1386; 1387; 1394; 1395 Standort | | 4,87 ha   | 1985       |
| 1    | Datei hochladen | Ehemaliges Lehmabbaugebiet in der KG Kalsdorf                                                          | NSG 38 c      | Hartberg-Fürstenfeld       | Ilz KG: Kalsdorf GrStNr: 63/2 Standort | | 2,92 ha   | 1987       |
| 1    | Datei hochladen | Raabaltarme „Schiefer – Hohenbrug“                                                                     | NSG 39 c      | Südoststeiermark           | Fehring KG: Hohenbrugg, Schiefer GrStNr: 202/1; 202/7; 1466/3; 1466/4; 1468 Standort | | 3,2 ha    | 1985       |
| 1    | Datei hochladen | Stürghk Teich                                                                                          | NSG 40 c      | Südoststeiermark           | Halbenrain KG: Halbenrain GrStNr: 564 Standort | | 7,43 ha   | 1986       |
| 1    | Datei hochladen | Klärteiche in Fohnsdorf                                                                                | NSG 41 c WDPA | Murtal                     | Fohnsdorf KG: Fohnsdorf GrStNr: 340; 853/8 Standort | | 16,18 ha  | 1986       |
| 1    | Datei hochladen | Auwald und Moorgebiet Greith                                                                           | NSG 42 c      | Bruck-Mürzzuschlag         | Mariazell KG: Aschbach GrStNr: 1572/7; 1572/9; 1575; 1579; 1585/3 Standort | | 10,12 ha  | 1986       |
| 1    | Datei hochladen | Zigöllerkogel in Köflach                                                                               | NSG 43 c      | Voitsberg                  | Köflach KG: Gradenberg GrStNr: 87/1; 88; 89; 90; 91; 92; 93; 94/1; 94/2; 135/1; 135/2 Standort | | 30,19 ha  | 1986       |
| 1    | Datei hochladen | Gersdorfer Ennsaltarm                                                                                  | NSG 44 c      | Liezen                     | Öblarn, Mitterberg-Sankt Martin KG: Öblarn, Mitterberg GrStNr: 518; 519; 520; 521; 524/1; 524/2; 564; 2643; 2646; 2647 Standort | | 8,55 ha   | 1986       |
| 1    | Datei hochladen | Ennsaltarm Klausner                                                                                    | NSG 45 c      | Liezen                     | Admont KG: Aigen GrStNr: 1212/39; 1212/40 Standort | | 1,15 ha   | 1986       |
| 1    | Datei hochladen | Augebiet Schwöbing                                                                                     | NSG 46 c      | Bruck-Mürzzuschlag         | Langenwang KG: Langenwang-Schwöbing, Feistritzberg GrStNr: 38/1; 38/2; 39/2; 40; 83/10; 477; 478; 479/1; 479/4; 600/2; 602/3; 602/5; 604 Standort | | 68,3 ha   | 1987       |
| 1    | Datei hochladen | Drei Sulmaltarme im Heimschuh                                                                          | NSG 47 c      | Leibnitz                   | Heimschuh KG: Heimschuh GrStNr: 296; 335; 517 Standort | Anmerkung: Die angegebenen Koordinaten beziehen sich auf den mittleren der drei Altarme | 4,53 ha   |            |
| 1    | Datei hochladen | Ehemaliges Lehmabbaugebiet in der KG Gleisdorf „Stroblgründe“                                          | NSG 48 c      | Weiz                       | Gleisdorf KG: Gleisdorf GrStNr: 103/1; 104/1; 105/1; 105/4 Standort | | 2,16 ha   | 1987       |
| 1    | Datei hochladen | Maierbrugger Moor                                                                                      | NSG 49 c      | Murau                      | Stadl-Predlitz KG: Predlitz GrStNr: 1399/62 Standort | Dystropher See mit kleinem sauer-mesotrophen Verlandungsmoor. Vorkommen von Betula nana. | 0,94 ha   | 1987       |
| 1    | Datei hochladen | Feuchtbiotop Mooshuben in Halltal                                                                      | NSG 50 c      | Bruck-Mürzzuschlag         | Mariazell KG: Halltal GrStNr: 872/6; 872/7; 872/8; 891/2 Standort | | 1,85 ha   | 1987       |
| 1    | Datei hochladen | Kettischgründe in Lannach                                                                              | NSG 51 c      | Deutschlandsberg           | Lannach KG: Lannach GrStNr: 467/1; 473; 478; 484/2; 491; 493/2; 523/1; 548 Standort | | 3,44 ha   | 1991       |
| 1    | Datei hochladen | Sulmaltarm in der Gemeinde Pistorf                                                                     | NSG 52 c      | Leibnitz                   | Gleinstätten KG: Mayerhof GrStNr: 520/1 Standort | | 0,49 ha   | 1987       |
| 1    | Datei hochladen | Teile der Steirische Nockberge                                                                         | NSG 53 c      | Murau                      | Stadl-Predlitz KG: Predlitz GrStNr: 1248/2; 1314; 1318;1328; 1329; 1332; 1338; 1403; 1405 Standort | | 20 km²    | 1988       |
| 1    | Datei hochladen | Beide Ennstalarme von Niederstuttern                                                                   | NSG 54 c      | Liezen                     | Stainach-Pürgg KG: Neuhaus Standort | | 57,72 ha  | 1988       |
| 1    | Datei hochladen | Feuchtbiotop Thal-Eben                                                                                 | NSG 56 c      | Graz-Umgebung              | Thal KG: Thal GrStNr: 932; 933/1; 933/2; 934/1 Standort | | 1,54 ha   | 1991       |
| 1    | Datei hochladen | Waldgraben- oder Scheibenmoos                                                                          | NSG 57 c      | Liezen                     | Altaussee KG: Altaussee GrStNr: 1216; 1219/1; 1219/2 Standort | Das Scheibenmoos (Moorschutznummer 48161803) ist Teil eines vom Waldgrabenbach durchflossenen Moorkomplexes aus drei Mooren. Das Scheibenmoos ist ein sauer-oligotrophes Regenmoor und Latschenhochmoor. Die anderen Moore sind ein Überrieselungsmoor (Moorschutznummer 48161802) und ein Übergangsmoor (Moorschutznummer 48161801). | 14,63 ha  | 1988       |
| 1    | Datei hochladen | Obersdorfer Moos                                                                                       | NSG 58 c      | Liezen                     | Bad Mitterndorf KG: Mitterndorf GrStNr: 2960/4 Standort | Das Hochmoor Obersdorfer Moos (Moorschutznummer 58131601) ist ein sauer-oligotrophes Regenmoor begleitet von einem Durchströmungsmoor im Osten. | 6,32 ha   | 1988       |
| 1    | Datei hochladen | Stollen IX in der Peggauer Wand                                                                        | NSG 59 c WDPA | Graz-Umgebung              | Peggau KG: Peggau GrStNr: 501/3 Standort | | 0,28 ha   | 1988       |
| 1    | Datei hochladen | Westflanke des Niesenbacher Kogel                                                                      | NSG 60 c      | Graz-Umgebung              | Deutschfeistritz KG: Stübinggraben GrStNr: 432; 433; 434/1; 434/2 Standort | | 11,36 ha  | 1989       |
| 1    | Datei hochladen | Frühlingsknotenblumenvorkommen in St. Lorenzen                                                         | NSG 61 c      | Bruck-Mürzzuschlag         | Sankt Lorenzen im Mürztal KG: Rumpelmühle GrStNr: 450/2 Standort | | 0,36 ha   | 20.02.1989 |
| 1    | Datei hochladen | Teile des Lustbühels                                                                                   | NSG 62 c      | Graz                       | Graz KG: Waltendorf, St. Peter GrStNr: 388; 390/4; 1141/1; 1141/2 Standort | | 2,72 ha   | 1989       |
| 1    | Datei hochladen | Feuchtgebiet in der KG Weinitzen                                                                       | NSG 63 c      | Graz-Umgebung              | Weinitzen KG: Weinitzen GrStNr: 426/1; 428/5; 430; 431; 432; 433; 442; 443; 444; 452/1 Standort | | 2,88 ha   | 1989       |
| 1    | Datei hochladen | Krottendorfer Kainachinsel                                                                             | NSG 64 c      | Voitsberg                  | Krottendorf-Gaisfeld KG: Gaisfeld GrStNr: 531/1; 531/2; 531/3; 531/4; 531/9; 531/11; 531/12; 531/13; 531/16; 546/3; 548; 551; 555/2 Standort | | 6,5 ha    | 1989       |
| 1    | Datei hochladen | Teilbereiche des ehemaligen Lehmabbaugeländes in Unterpremstätten                                      | NSG 65 c      | Graz-Umgebung              | Premstätten KG: Unterpremstätten GrStNr: 402/5; 402/6; 402/10 Standort | | 3,21 ha   | 1997       |
| 1    | Datei hochladen | Altarm und Auwald zwischen der Altenmarkter Brücke und dem Silberwald                                  | NSG 66 c      | Leibnitz                   | Leibnitz KG: Altenmarkt, Seggauberg GrStNr: 123/1; 129/1; 134/2; 134/3; 134/23; 277/15; 277/16; 277/21; 277/22; 277/27 Standort | | 7,6 ha    | 1989       |
| 1    | Datei hochladen | Teilbereiche des Gulsenberges                                                                          | NSG 67 c      | Murtal                     | Sankt Marein-Feistritz KG: Feistritz GrStNr: 725/9; 734/1; 735; 736; 737/1; 737/2; 739/1 Standort | | 12,87 ha  | 1990       |
| 1    | Datei hochladen | Murauen im Gebiet des Grieses in St. Michael                                                           | NSG 68 c WDPA | Leoben                     | Sankt Michael in Obersteiermark KG: Brunn GrStNr: 211; 655/3; 655/5; 660; 690 Standort | | 2,23 ha   | 1990       |
| 1    | Datei hochladen | Feuchtbiotop Adendorf                                                                                  | NSG 69 c      | Murau                      | Neumarkt in der Steiermark KG: Adendorf GrStNr: 732/2 Standort | Das Feuchtbiotop bei Mariahof beinhaltet ein Flachmoor (Moorschutznummer 57070301), ein subneutral-eutrophisches Überrieselungsmoor. Vorkommen von Carex hostiana (Saumsegge) | 1,92 ha   | 1990       |
| 1    | Datei hochladen | Straußfarnvorkommen am Schönwiesenbach in Mooskirchen                                                  | NSG 70 c WDPA | Voitsberg                  | Mooskirchen KG: Stögersdorf GrStNr: 1783; 1795; 1797 Standort | | 0,39 ha   | 1990       |
| 1    | Datei hochladen | Hangwaldbiotop Fischerwand                                                                             | NSG 71 c      | Bruck-Mürzzuschlag         | Kapfenberg KG: Einöd, St. Martin GrStNr: 1; 256/1; 256/3; 257; 258/1; 259 Standort | | 32,75 ha  | 1990       |
| 1    | Datei hochladen | Wegscheider Teich                                                                                      | NSG 72 c      | Liezen                     | Sankt Gallen KG: Weißenbach an der Enns GrStNr: 714; 716 Standort | | 0,87 ha   | 1990       |
| 1    | Datei hochladen | Schilfgürtel Werndorf                                                                                  | NSG 73 c      | Graz-Umgebung              | Werndorf KG: Werndorf GrStNr: 91; 229; 230; 231; 233; 235; 272/1; 272/2; 273/1; 273/2; 278/2; 279; 284/2; 285/2; 285/3 Standort | | 3,03 ha   | 2006       |
| 1    | Datei hochladen | Feuchtbiotop „Nasco-Wiese“ in Bruck                                                                    | NSG 74 c      | Bruck-Mürzzuschlag         | Bruck an der Mur KG: Bruck an der Mur GrStNr: 695/2 Standort | | 2,04 ha   | 1991       |
| 1    | Datei hochladen | Ziegelteichgelände in Weinzettl                                                                        | NSG 75 c      | Graz-Umgebung              | Dobl-Zwaring KG: Muttendorf GrStNr: 1186/1 Standort | | 0,33 ha   | 1991       |
| 1    | Datei hochladen | Landschaftssee Laafeld                                                                                 | NSG 76 c      | Südoststeiermark           | Bad Radkersburg KG: Laafeld GrStNr: 385/27; 386/28; 386/31; 386/32; 386/33; 825/78 Standort | | 6,69 ha   | 1992       |
| 1    | Datei hochladen | Aulandschaft entlang der Laßnitz und Sulm                                                              | NSG 77 c      | Leibnitz                   | Leibnitz, Wagna KG: Aflenz, Altenmarkt, Grottenhofen, Kaindorf an der Sulm, Kogelberg, Leibnitz, Seggauberg, Wagna Standort | | 218,15 ha | 1992       |
| 1    | Datei hochladen | Feuchtbiotop Doblwiesen                                                                                | NSG 78 c      | Graz-Umgebung              | Dobl-Zwaring KG: Dobl GrStNr: 1076 Standort | | 1,2 ha    | 1998       |
| 1    | Datei hochladen | „Latschen-Hochmoor“ in Fladnitz                                                                        | NSG 79 c      | Weiz                       | Fladnitz an der Teichalm KG: Fladnitz an der Teichalpe GrStNr: 831/1; 831/3 Standort | | 0,7 ha    | 1993       |
| 1    | Datei hochladen | Trockenbiotop am Steinbruch „Klausen“                                                                  | NSG 80 c      | Südoststeiermark           | Bad Gleichenberg KG: Gleichenberg Dorf GrStNr: 282/1; 282/4 Standort | | 1,38 ha   | 1993       |
| 1    | Datei hochladen | Auwald und Feuchtwiesen in der Grünau                                                                  | NSG 81 c      | Bruck-Mürzzuschlag         | Mariazell KG: St. Sebastian GrStNr: 362; 363/1; 363/2; 366/2; 380; 382/2; 382/3; 382/4; 383/1; 383/3; 384/3; 448/5; 448/8; 449; 450/4; 623; 658; 659 Standort | | 9,14 ha   | 1994       |
| 1    | Datei hochladen | Narzissen- und Ohrwiese KG Halltal                                                                     | NSG 82 c      | Bruck-Mürzzuschlag         | Mariazell KG: Halltal GrStNr: 553/1; 619/1 Standort | | 7,58 ha   | 1994       |
| 1    | Datei hochladen | Auwald und Feuchtbiotopwiesen „Hubertusseezufluss“                                                     | NSG 83 c      | Bruck-Mürzzuschlag         | Mariazell KG: Halltal GrStNr: 189/1; 241/4; 241/5; 259/5; 1717; 1730/4 Standort | | 6,81 ha   | 1994       |
| 1    | Datei hochladen | Verlandungszone am Ostende des Packer Stausees                                                         | NSG 84 c      | Voitsberg                  | Edelschrott, Hirschegg-Pack KG: Edelschrott, Pack GrStNr: 956/1; 962; 964/1; 1165/1; 1178; 1179 Standort | | 2,86 ha   | 1994       |
| 1    | Datei hochladen | Hartberger Gmoos                                                                                       | NSG 85 c      | Hartberg-Fürstenfeld       | Hartberg Umgebung KG: Ungarvorstadt Standort | Das Hartberger Gmoos (Moorschutzkatalognr.: ohne Nummer) ist ein subneutral-eutrophisches Verlandungsmoor, entstanden durch Verlandung des Edelsees. | 46,11 ha  | 1996       |
| 1    | Datei hochladen | „Jahnwald“ und „Trattenwiesen“                                                                         | NSG 86 c      | Südoststeiermark           | Mureck KG: Diepersdorf GrStNr: 4; 5; 8/2; 9/2; 11/1; 11/2; 12/1; 12/2; 13/1; 13/2; 14/1; 14/2; 15; 16; 18/1; 18/2; 19/2; 22/2; 23/2; 26/2; 27/1; 27/3; 30/1; 30/2; 32; 33/1; 33/2; 36/1; 36/2; 37; 38; 39/2; 42/1; 42/2; 43/1; 43/3; 46/1; 46/2; 46/3; 47/1; 47/2; 48/1; 48/2; 49/1; 49/2; 49/3; 52/1; 52/2; 52/3; 52/4; 53/1; 53/2; 53/3; 55/2; 56/3; 62/1; 62/2; 572/3; 606; 610; 626; 627; 628; 706; 709; 710; 711; 712; 713; 714; 715; 716; 717; 718; 719; 720; 721; 722 Standort | | 35 ha     | 1994       |
| 1    | Datei hochladen | Aulandschaft entlang der Laßnitz und der Sulm                                                          | NSG 87 c      | Leibnitz                   | Ehrenhausen an der Weinstraße, Wagna KG: Aflenz, Unterlupitscheni, Wagna Standort | | 54,33 ha  | 1995       |
| 1    | Datei hochladen | Kaiblingalm – Kaiblingloch                                                                             | NSG 88 c      | Liezen                     | Haus KG: Haus GrStNr: 526/1; 526/27; 526/28; 531 Standort | | 102,21 ha | 1996       |
| 1    | Datei hochladen | Drei Moorflächen in der KG Bad Mitterndorf „Moor bei der Oberst Schmid Ruhe“, „Nagelmoos“ und „Borzen“ | NSG 89 c      | Liezen                     | Bad Mitterndorf KG: Mitterndorf GrStNr: 2135/2; 2163/1; 2163/3 Standort | | 8,27 ha   | 1996       |
| 1    | Datei hochladen | Teilbereiche des „Häuselbergs“                                                                         | NSG 90 c WDPA | Leoben                     | Leoben KG: Leitendorf GrStNr: 142/1; 143; 147/4; 182/1; 182/2 Standort | | 6,34 ha   | 1997       |
| 1    | Datei hochladen | Steinbruchgelände in der KG Stein                                                                      | NSG 91 c      | Hartberg-Fürstenfeld       | Bad Loipersdorf KG: Stein GrStNr: 506/1; 506/2; 509/2; 509/3 Standort | | 2,17 ha   | 1996       |
| 1    | Datei hochladen | Zigeunerloch im Hausberg Gratkorn                                                                      | NSG 92 c      | Graz-Umgebung              | Gratkorn KG: Kirchenviertel, Friesach-St. Stefan GrStNr: 673/1; 697/2 Standort | | 0,8 ha    | 1998       |
| 1    | Datei hochladen | Felstrockenrasen am „Neusiedler Ofen“ KG Lassing                                                       | NSG 93 c      | Liezen                     | Lassing KG: Lassing Sonnseite GrStNr: 591/1; 597 Standort | | 0,41 ha   | 1999       |
| 1    | Datei hochladen | „Enzianwiese“ in Bereich des Masenberges                                                               | NSG 94 c WDPA | Hartberg-Fürstenfeld       | Pöllauberg KG: Oberneuberg GrStNr: 17; 18 Standort | | 0,91 ha   | 2000       |
| 1    | Datei hochladen | Peggauer Wand                                                                                          | NSG 95 c      | Graz-Umgebung              | Peggau KG: Peggau GrStNr: 483/1; 501/1; 501/3; 501/6; 501/7 Standort | → Hauptartikel : Peggauer Wand f1 | 38,76 ha  | 2000       |
| 1    | Datei hochladen | Almböden im Bereich des Trenchtlings                                                                   | NSG 96 c      | Bruck-Mürzzuschlag         | Tragöß-Sankt Katharein KG: Schattenberg GrStNr: 970/1; 970/2; 970/3; 970/4; 966/2; 967; 968 Standort | | 154,28 ha | 2003       |
| 1    | Datei hochladen | Feuchtwiese Niedermoor in der KG Haselsdorf                                                            | NSG 97 c      | Graz-Umgebung              | Haselsdorf-Tobelbad KG: Haselsdorf GrStNr: 569/1 Standort | | 0,63 ha   | 2004       |
| 1    | Datei hochladen | Pflanzenschutzgebiet KG Staudach                                                                       | NSG 98 c      | Hartberg-Fürstenfeld       | Greinbach KG: Staudach GrStNr: 150; 151 Standort | | 1,72 ha   |            |
| 1    | Datei hochladen | Zugvogelschutzgebiet KG Leitersdorf                                                                    | NSG 99 c      | Hartberg-Fürstenfeld       | Bad Waltersdorf KG: Leitersdorf GrStNr: 3932; 3933; 3949; 3950; 3951; 3952; 3956; 3957: 3958; 3959; 3960 Standort | | 6,13 ha   | 2006       |
| 1    | Datei hochladen | Riel-Teich                                                                                             | NSG 100 c     | Graz                       | Graz KG: Andritz GrStNr: 134/12; 134/13; 145/15; 145/16; 148/1; 148/2 Standort | | 1,49 ha   | 1979       |
| 1    | Datei hochladen | Frühlingsknotenblumenbestand von Teilen der Fronius Auen                                               | NSG 101 c     | Hartberg-Fürstenfeld       | Fürstenfeld KG: Fürstenfeld GrStNr: 1437/2; 1439/3 Standort | | 1,56 ha   | 2008       |
| 1    | Datei hochladen | Stollenanlage Mariatrost                                                                               | NSG 102 c     | Graz                       | Graz KG: Graz Stadt-Fölling GrStNr: 12; 13 Standort | Stollenanlage unter dem Stiegenaufgang zur Mariatrosterkirche. Der nördliche Eingang ist zugemauert, der südwestliche befindet sich auf Privatgrund. Vorkommen von Kleiner Hufeisennase, Großer Hufeisennase, Wasserfledermaus, Großer Bartfledermaus, Wimperfledermaus, Großem Mausohr, Zwergfledermaus, Rauhautfledermaus, Mopsfledermaus. | 0,53 ha   | 2009       |
| 1    | Datei hochladen | Teile des Saubaches samt Uferstreifen                                                                  | NSG 103 c     | Deutschlandsberg           | Wettmannstätten KG: Wohlsdorf GrStNr: 333 Standort | | 0,86 ha   | 2009       |
| 1    | Datei hochladen | Friesacher Au                                                                                          | NSG 104 c     | Liezen                     | Aich, Michaelerberg-Pruggern KG: Aich, Gössenberg, Pruggern GrStNr: 715/6; 1192/1; 1192/2; 1197; 1198; 1585/1; 1588; 2076/1; 2076/3; 2089/1 Standort | | 21,72 ha  | 2010       |
| 1    | Datei hochladen | Biotopschutzgebiet Bullmanngrund                                                                       | NSG 105 c     | Graz                       | Graz KG: Wenisbuch GrStNr: 948/1; 948/4; 950/1 Standort | | 0,75 ha   | 2013       |
| 1    | Datei hochladen | Wildoner Buchkogel                                                                                     | NSG 106 c     | Leibnitz                   | Hengsberg, Lang, Lebring-Sankt Margarethen, Wildon KG: St. Margareten, Stangersdorf, Schönberg, Unterhaus Standort | | 329,52 ha | 2013       |
| 0 BW | Datei hochladen | Aulandschaft zwischen Weißenbach und Aich-Assach                                                       | NSG 107 c     | Liezen                     | Haus, Aigen im Ennstal KG: Aich, Ennsling, Weißenbach Standort | Anmerkung: NSG 107 c schließt unmittelbar westlich an NSG 104 c an. | 20,18 ha  | 2015       |
| 1    | Datei hochladen | Vogelschutzgebiet Weinzödl                                                                             | NSG 108 c     | Graz                       | Graz KG: Graz Stadt-St. Veit ob Graz, Andritz Standort | | 73,03 ha  | 2017       |